# Wahlkreis Bromsgrove

Der Wahlkreis Bromsgrove mit den Grenzen von 2007

Bromsgrove ist ein Wahlkreis für das britische Unterhaus in der Grafschaft Worcestershire. Der Wahlkreis wurde 1983 in seiner heutigen Form geschaffen und deckt einen Großteil von Bromsgrove ab. Er entsendet einen Abgeordneten ins Parlament.
Bereits zwischen 1950 und 1974 bestand der Wahlkreis, wurde später jedoch als Wahlkreis Bromsgrove and Redditch neuorganisiert.

## Bekannte Abgeordnete im Parlament
Der Wahlkreis wird seit den Unterhauswahlen 2010 von Sajid Javid, welcher zwischen Juli 2019 und Februar 2020 als Chancellor of the Exchequer amtierte, im Parlament vertreten. Vor der neunjährigen Abschaffung des Wahlbezirkes wurde Bromsgrove von 1971 bis 1974 unter anderem von Terry Davis vertreten.
Der Wahlkreis wies im April 2013 eine Arbeitslosigkeit von lediglich 2,1 % auf.